# Jacques-Mathurin Auvry
Jacques-Mathurin Auvry est un homme politique français né le 24 janvier 1747 à Dreux et décédé le 15 juillet 1805 à Versailles.

## Biographie
Bailli de Crécy, il est député du tiers état aux États généraux de 1789, pour le bailliage de Montfort-l'Amaury. Le 28 vendémiaire an IV (20 octobre 1795), il devient juge à Versailles.

## Sources
- « Jacques-Mathurin Auvry », dans Adolphe Robert et Gaston Cougny, Dictionnaire des parlementaires français, Edgar Bourloton, 1889-1891 [détail de l’édition]